# Велики Корињ
Велики Корињ (словен. Veliki Korinj) је насељено место у општини Иванчна Горица, Средњесловенска регија, Словенија.

## Историја
До територијалне реорганизације у Словенији био је у саставу старе општине Гросупље.

## Становништво
У попису становништва из 2011. године, Велики Корињ је имао 33 становника.
| Број становника према пописима | Број становника према пописима | Број становника према пописима |
| ------------------------------ | ------------------------------ | ------------------------------ |
| 1991                           | 2002                           | 2011                           |
| 39                             | 40                             | 33                             |

## Галерија
- са лева на десно су брда: Мачковец, Козји Хриб, Корињски Хриб (Цигански Врх) и Бовлек
- Корињски Хриб